# Rhodostrophia subconspicua
Rhodostrophia subconspicua är en fjärilsart som beskrevs av Louis Beethoven Prout 1913. Rhodostrophia subconspicua ingår i släktet Rhodostrophia och familjen mätare. Inga underarter finns listade.